# Vatra svrchovanosti

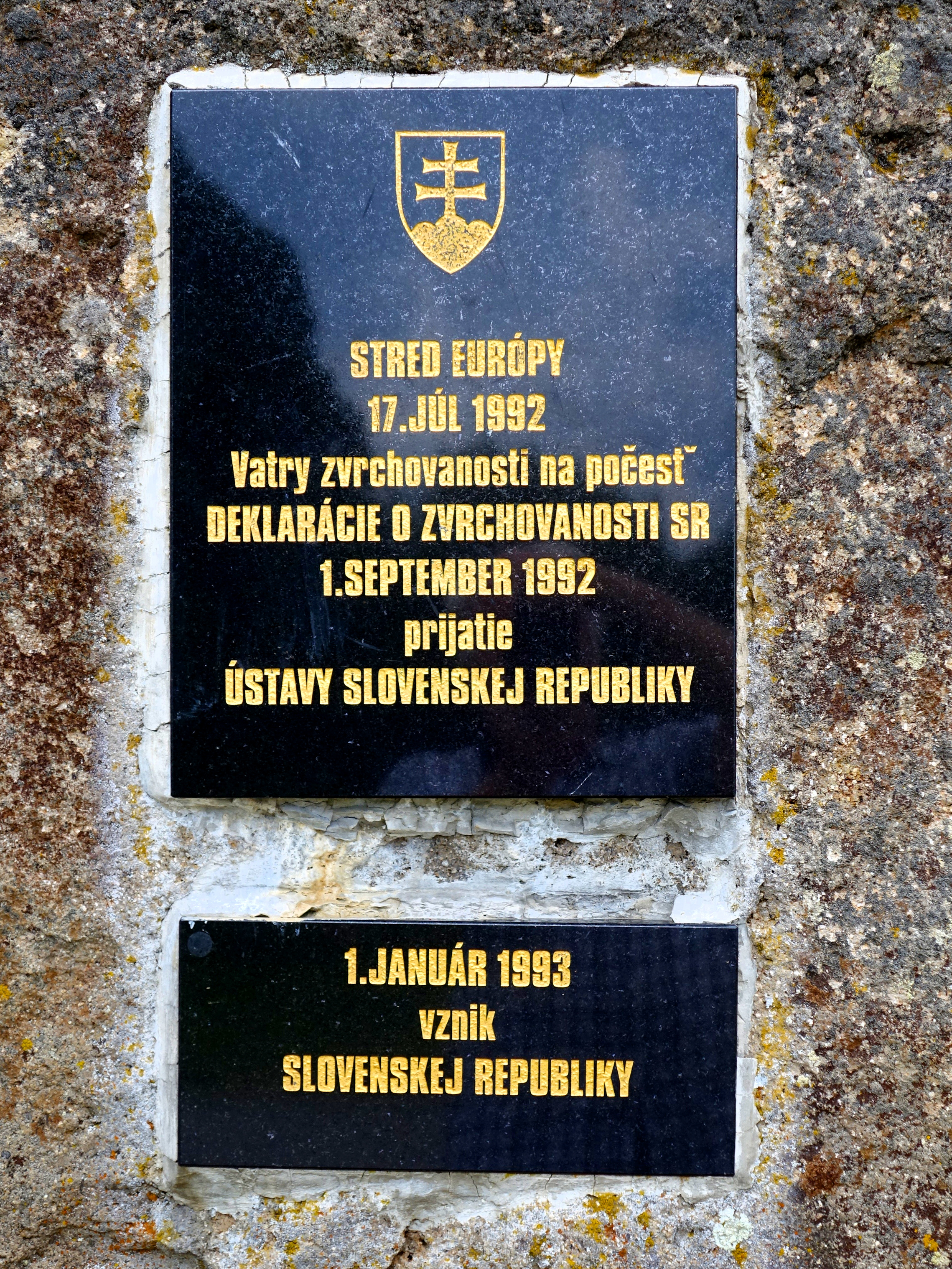
Připomínka vater svrchovanosti na pamětním kamenu v Kremnických Baních

Vatra svrchovanosti je táborový oheň, kterým se na Slovensku oslavuje a připomíná přijetí Deklarace o svrchovanosti Slovenské republiky v usnesení Slovenské národní rady (SNR) ze 17. července 1992. Na oslavu přijetí deklarace se v červenci 1992 na desítkách míst Slovenska konala shromáždění občanů u ohňů, které dostaly název vatry svrchovanosti.
První byla zapálena symbolicky v tzv. geografickém středu Evropy v Kremnických Baních, u kostela svatého Jana Křtitele. Zapálení vatry proběhlo v přímém televizním přenosu za účasti asi 1400 osob, s projevy vystoupili politici a zástupci Matice slovenské.
Rituál zapalování vater navazoval na lidovou tradici jánských ohňů, tradici partyzánských vater zapalovaných při připomínání Slovenského národního povstání a symboliku zbojnických vater vážící se k Juraji Jánošíkovi. Tradice vater svrchovanosti se do značné míry spojuje s politickými a občanskymi aktivitami národně orientované části slovenské veřejnosti. Už v jejích počátcích si jí přisvojilo HZDS, dále jí zachovává hlavně Matica slovenská, SNS, SMER a Kotlebovci.